# 劉秉璋
劉 秉璋（りゅう へいしょう、Liú Bǐngzhāng、1826年 - 1905年）は、清末の官僚。字は仲良。安徽省廬江県出身。
咸豊10年（1860年）に進士となり、庶吉士に選ばれ編修となった。同治元年（1862年）、李鴻章が結成した淮軍に入り上海に赴き、翌2年（1863年）に江蘇省福山・太倉、浙江省嘉善などを転戦し、太平天国軍の鎮圧に尽力した。また江蘇省・安徽省・山東省・河南省・湖北省で捻軍と戦い、その間に江蘇按察使、江西布政使などの職を授かった。同治14年（1875年）に江西巡撫となるが、光緒4年（1878年）に辞職して郷里に戻った。
光緒9年（1883年）、浙江巡撫として再起用、清仏戦争では寧波に海防営務処を設立して防衛体制を固め、鎮海の戦いでの勝利に貢献した。光緒12年（1886年）には四川総督に任命されたが、光緒21年（1895年）に四川省西部の11県の民衆が反教会運動（教案）を起こしたことに宣教師達は不満を抱き、イギリス・フランス・アメリカ公使が劉秉璋の罷免を朝廷に迫った。朝廷は外国の圧力に屈し、劉秉璋は解任されて郷里に帰った。